# إرمين سيلياك
إرمين سيلياك (وُلد في 11 مايو 1973) هو لاعب كرة قدم سلوفيني محترف سابق لعب مُهاجمًا.

## وصلات خارجية
- إرمين سيلياك على موقع الاتحاد الدولي (مؤرشف)  (الإنجليزية)
- إرمين سيلياك على موقع الاتحاد الأوربي (الإنجليزية)
- إرمين سيلياك على موقع قاعدة بيانات كرة القدم.إي يو (الإنجليزية)
- إرمين سيلياك على موقع ناشيونال فوتبول تيمز (الإنجليزية)
- إرمين سيلياك على موقع عالم كرة القدم.نت (الإنجليزية)

Error: Invalid line "[[لوقا إلسنر|Elsner]][[:en:Luka Elsner|<sup class="reference noprint" title="Luka Elsner" style="margin-right:3px;">[الإنجليزية]</sup>]][[تصنيف:صفحات بها وصلات إنترويكي]][[تصنيف:صفحات بها وصلات مقالات للترجمة من الإنجليزية]] 2016 to 17" at قالب:مدربو نادي أولمبيا ليوبليانا (2005)